# Campanula saxifragoides
Campanula saxifragoides är en klockväxtart som beskrevs av Doum. Campanula saxifragoides ingår i släktet blåklockor, och familjen klockväxter. Inga underarter finns listade i Catalogue of Life.